# Денгизбаево
Денгизбаево — деревня в Большечерниговском районе Самарской области России в составе сельского поселения Украинка. Деревню населяют башкиры (Антропология башкир, С.224).

## География
Деревня находится в степной зоне и стоит на берегу реки Большой Иргиз.
В деревне всего две улицы: Рашита Нигмати и Иргизская.

## Население
| 2010 | 2011 | 2012 | 2013 | 2014 | 2015 | 2016 |
| ---- | ---- | ---- | ---- | ---- | ---- | ---- |
| 124  | →124 | ↗132 | ↗145 | ↘143 | ↘139 | ↘136 |

Проживают башкиры.

## Известные уроженцы, жители
В деревне родились башкирский поэт Рашит Нигмати и государственный деятель Фатима Хамидовна Мустафина.
В 2018—2019 учебном году в деревне прошло мероприятие социального проекта «Певцы Иргиза», посвященный юбилейной дате башкирских поселений на реке Большой Иргиз Большечерниговского района и связанный с изучением творчества известных писателей и поэтов прошлого столетия и современности (Харасова, Филимонова 2018).
В 1924 году Рашит Нигмати записал от Нигматуллы Уркенбаева сказку «Аминбек».

## Транспорт
Проходит автодорога регионального значения «Украинка — Утекаево» (идентификационный номер 36 ОП МЗ 36Н-064).